# معهد الموانىء العراقي
معهد الموانىء تم استحداثه بموجب كتاب وزارة التعليم والبحث العلمي - دائرة الدراسات والتخطيط والمتابعة بتاريخ ١٠\١٠\٢٠١٩، ويستقبل معهد الموانىء خريجي الدراسة الأعدادية بأقسامها العلمي والأدبي والصناعي والتجاري، بمعدل لا يقل عن ٦٠% ولكلا القسمين، ويمنح المعهد شهادة دبلوم موانىء في التقنيات والادارة.

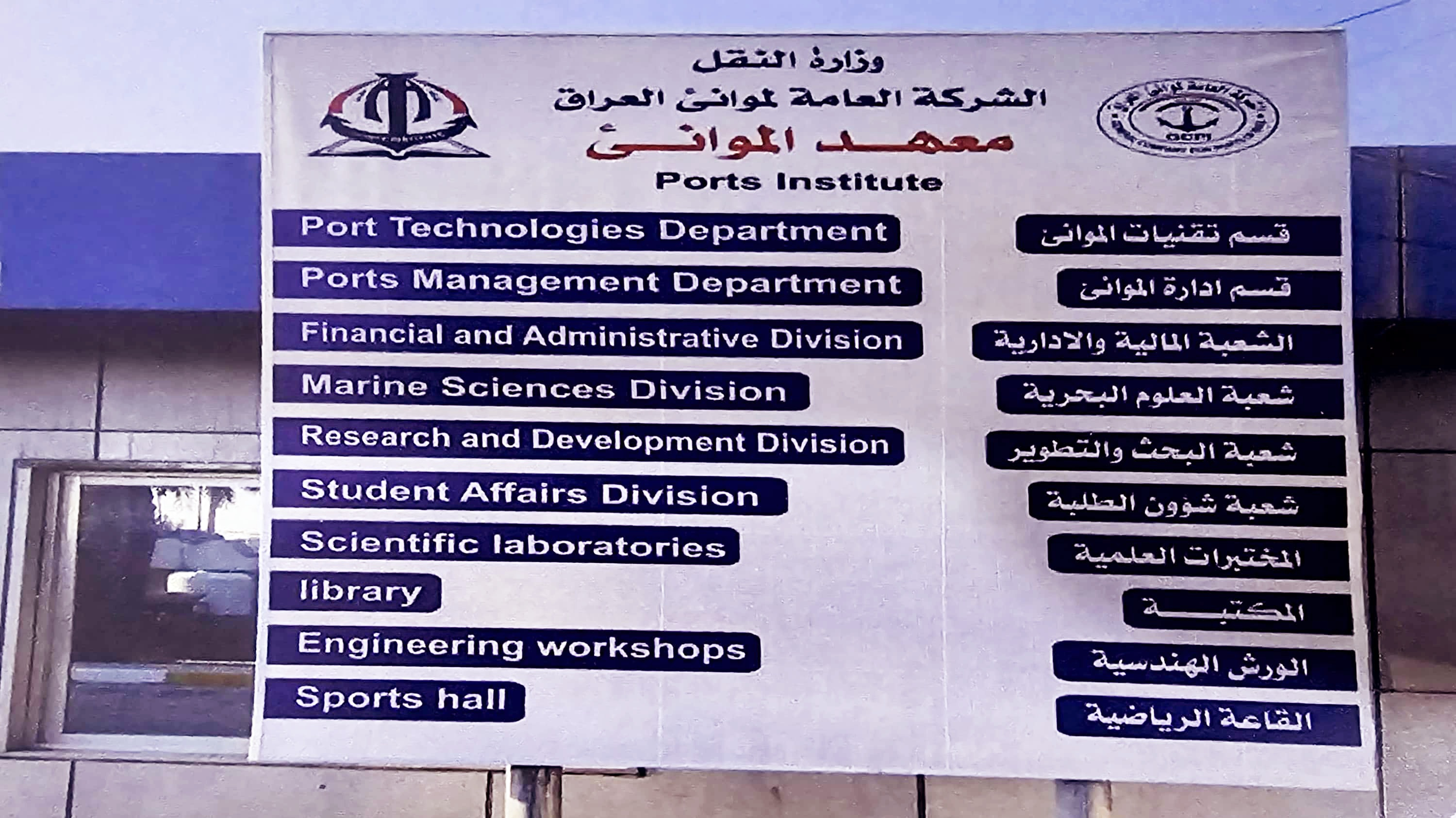

## اقسام المعهد
يتضمن معهد الموانىء الأقسام التالية:
- قسم تقنيات الموانىء
- قسم ادارة الموانىء

## شعب ووحدات المعهد
يتضمن معهد الموانىء اربعة شعب وهي شعبة العلوم البحرية، شعبة البحث والتطوير، شعبة الادارية والمالية، شعبة شؤون الطلبة. اضافة الى وحدتين هما، وحدة الجودة والتطوير المؤسسي، وحدة المراسلات الألكترونية.

## مختبرات وورش المعهد
يتضمن معهد الموانىء عدة مختبرات وهي مختبر أجزاء المكائن، مختبر التبريد والتكييف، مختبر ميكانيك الموائع، مختبر الهيدروليك، مختبر الكهرباء، مختبر مقاومة المواد، مختبر الحاسبات، مختبر اللغات، مختبر العلوم البحرية. كما يضم المعهد اربعة ورش وهي ورشة الميكانيك، ورشة النجارة، ورشة الخراطة، ورشة اللحام.

## مكتبة المعهد
يضم المعهد مكتبة خاصة بمساحة ٣٠٠ متر مربع، تعمل بالنظام الألكتروني وتحتوي على اكثر من ٢٥٠٠ كتاب بمختلف العلوم الهندسية والفنون والاداب والجغرافية والتاريخ والقانون، كما يحتوي المعهد على كافتريا خاصة بالطلبة والمتدربين في دورات المعهد، اضافة الى قاعة للالعاب الرياضية.

## قاعات المحاكيات البحرية
يجري في الوقت الحالي على العمل والتجهيز لمشروع المحاكيات البحرية ، وهو ممول من الوكالة اليابانية للتعاون الدولي ( جايكا )، ويضم محاكي ملاحة السفن، محاكي قاطع المحركات، محاكي الحفر، محاكي جهاز الأستغاثة.